# Bahnstrecke Ústí nad Labem-Střekov–Ústí nad Labem západ
| Kursbuchstrecke (SŽ): | 072                  |                                                       |                                                       |
| Streckenlänge: | 1,945 km             |                                                       |                                                       |
| Spurweite: | 1435 mm (Normalspur) |                                                       |                                                       |
| Streckenklasse: | D4                   |                                                       |                                                       |
| Stromsystem: | 3 kV =               |                                                       |                                                       |
| Streckengeschwindigkeit: | 50 km/h              |                                                       |                                                       |
| |                      |                                                       |                                                       |
| \| \| \| von (Wien Nordwestbf–) Nymburk hlavní nádraží \| \| \| \| 0,000 \| Ústí nad Labem-Střekov früher Schreckenstein \| Ústí nad Labem-Střekov früher Schreckenstein \| \| \| \| nach Děčín-Prostřední Žleb \| \| \| \| \| (Neutrassierung 1957) \| \| \| \| \| Labe (Elbe) \| \| \| \| \| Děčín hlavní nádraží–Praha Masarykovo nádraží \| \| \| \| \| Bílina \| \| \| \| 1,561 \| Ústí nad Labem zastávka früher Aussig Nordwestbahnhof \| Ústí nad Labem zastávka früher Aussig Nordwestbahnhof \| \| \| \| Verbindungsbahn von Ústí nad Labem jih \| \| \| \| \| \| \| \| \| \| von Ústí nad Labem hlavní nádraží \| \| \| \| 1,945 \| Ústí nad Labem západ früher Aussig Teplitzer Bahnhof \| Ústí nad Labem západ früher Aussig Teplitzer Bahnhof \| \| \| \| nach Chomutov \| \| \| \| \| \| \| \| Quellen: [1][2] \| \| \| \| |                      |                                                       |                                                       |
| Strecke |                      | von (Wien Nordwestbf–) Nymburk hlavní nádraží         | von (Wien Nordwestbf–) Nymburk hlavní nádraží         |
| Bahnhof | 0,000                | Ústí nad Labem-Střekov früher Schreckenstein          | Ústí nad Labem-Střekov früher Schreckenstein          |
| Abzweig geradeaus und nach rechts |                      | nach Děčín-Prostřední Žleb                            | nach Děčín-Prostřední Žleb                            |
| Strecke von links · Abzweig ehemals geradeaus und nach rechts |                      | (Neutrassierung 1957)                                 | (Neutrassierung 1957)                                 |
| Brücke über Wasserlauf · Brücke über Wasserlauf (Strecke außer Betrieb) |                      | Labe (Elbe)                                           | Labe (Elbe)                                           |
| Kreuzung geradeaus oben · Kreuzung geradeaus oben (Strecke geradeaus außer Betrieb) |                      | Děčín hlavní nádraží–Praha Masarykovo nádraží         | Děčín hlavní nádraží–Praha Masarykovo nádraží         |
| Brücke über Wasserlauf · Brücke über Wasserlauf (Strecke außer Betrieb) |                      | Bílina                                                | Bílina                                                |
| Strecke · Haltepunkt / Haltestelle (Strecke außer Betrieb) | 1,561                | Ústí nad Labem zastávka früher Aussig Nordwestbahnhof | Ústí nad Labem zastávka früher Aussig Nordwestbahnhof |
| Abzweig geradeaus und von links · Kreuzung geradeaus oben (Strecke geradeaus außer Betrieb) |                      | Verbindungsbahn von Ústí nad Labem jih                | Verbindungsbahn von Ústí nad Labem jih                |
| Strecke nach links · Abzweig ehemals geradeaus und von rechts |                      |                                                       |                                                       |
| Abzweig geradeaus und von rechts |                      | von Ústí nad Labem hlavní nádraží                     | von Ústí nad Labem hlavní nádraží                     |
| Bahnhof | 1,945                | Ústí nad Labem západ früher Aussig Teplitzer Bahnhof  | Ústí nad Labem západ früher Aussig Teplitzer Bahnhof  |
| Strecke |                      | nach Chomutov                                         | nach Chomutov                                         |
| |                      |                                                       |                                                       |
| Quellen: |                      |                                                       |                                                       |

Die Bahnstrecke Ústí nad Labem-Střekov–Ústí nad Labem západ ist eine Eisenbahnverbindung auf dem Stadtgebiet der tschechischen Stadt Ústí nad Labem (Aussig an der Elbe). Sie wurde ursprünglich durch die k.k. privilegierte Österreichische Nordwestbahn (ÖNWB) als kurze Verbindungsbahn zwischen deren Hauptlinie und dem Netz der k.k privilegierten Aussig-Teplitzer Eisenbahn (ATE) erbaut und betrieben. Sie zweigt in Střekov von der Bahnstrecke Nymburk–Děčín-Prostřední Žleb ab, überquert die Elbe, und mündet im Bahnhof Ústí nad Labem západ in die Bahnstrecke Ústí nad Labem–Chomutov ein.
Die Strecke ist Teil des gesamtstaatlichen Netzes („celostátní draha“).

## Geschichte

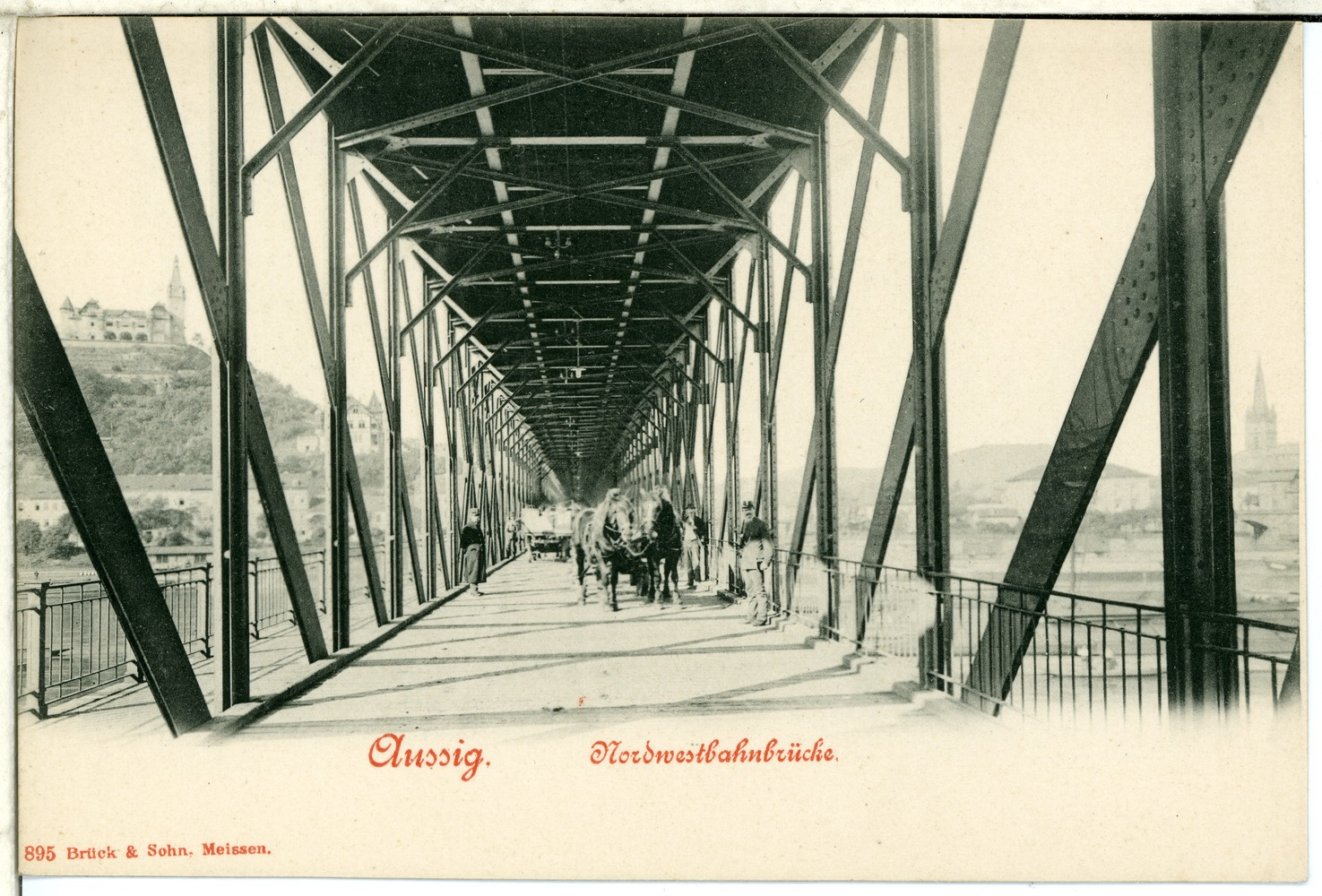
Die alte Nordwestbahnbrücke diente auf der unteren Ebene auch dem Straßenverkehr (1898)

Die Genehmigung zum Bau der Verbindungsbahn in Aussig erhielt die ÖNWB als Teil der Konzession für ihr Ergänzungsnetz am 25. Juni 1870. Die Konzession sah zunächst nur den Bau eines Gleises vor. Erst wenn der jährliche „Rohertrag zweier aufeinanderfolgender Jahre“ die Summe von 180.000 Gulden pro Meile überschreiten sollte, forderte die Konzession die nachträgliche Verlegung eines zweiten Gleises. Der Bau der Strecke sollte innerhalb von vier Jahren ab Konzessionserteilung vollendet sein. Eröffnet wurde die Strecke gleichzeitig mit dem Abschnitt  Lissa–Schreckenstein (Lysá nad Labem–Střekov) der Hauptlinie Wien–Mittelgrund am 1. Januar 1874.
Infolge der Verstaatlichung der ÖNWB ging die Strecke rückwirkend zum 1. Jänner 1908 an die k.k. Staatsbahnen (kkStB) über. Sie wurde fortan von der Nordwestbahndirektion verwaltet.
Nach dem Ersten Weltkrieg traten an deren Stelle die neu gegründeten Tschechoslowakischen Staatsbahnen (ČSD). Der erste Fahrplan der ČSD von 1919 verzeichnete sechs durchgehende Reisezugpaare über die Verbindungsbahn. Drei weitere verkehrten nur bis Aussig Nordwestbahnhof.

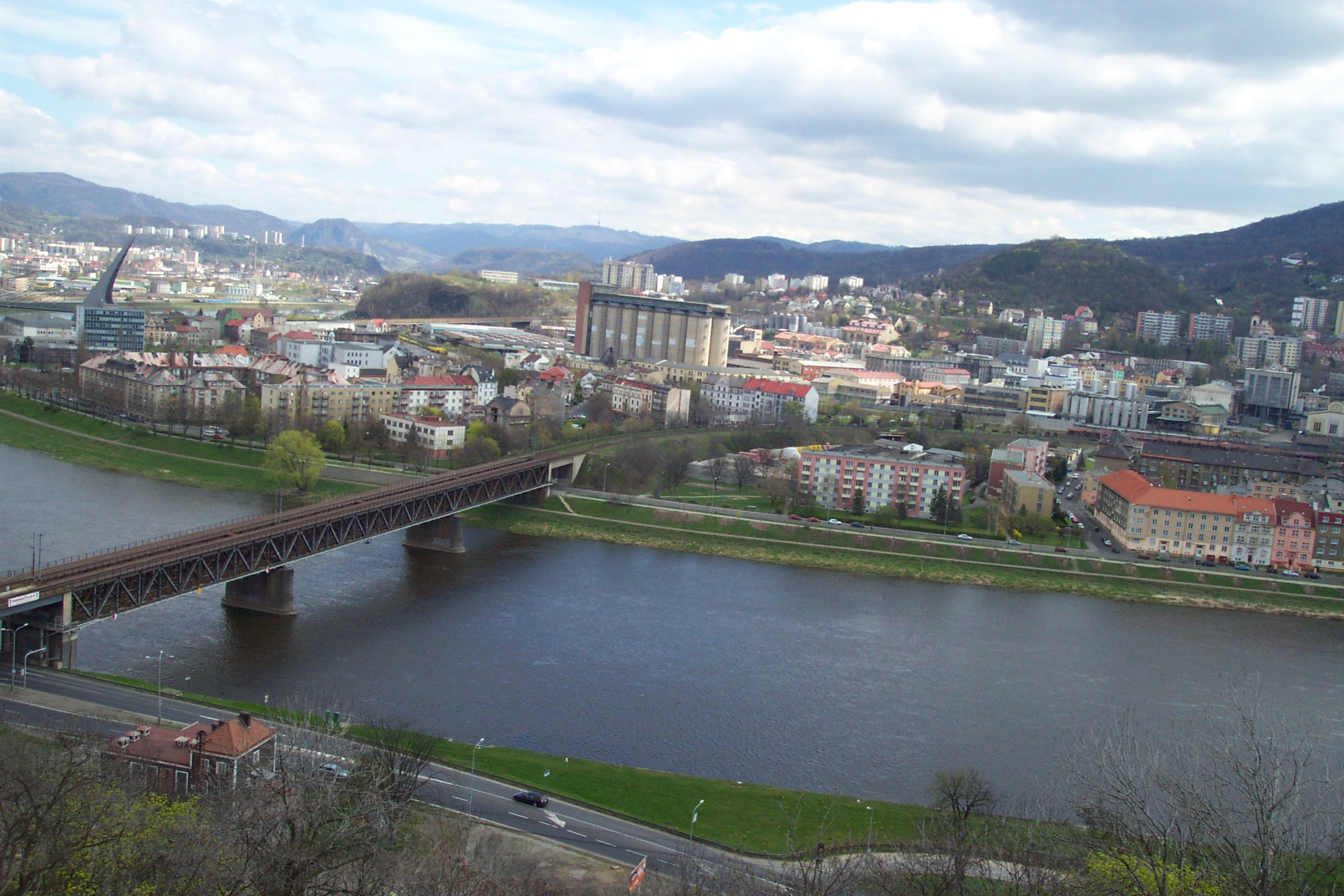
Blick auf Střekov von der Větruše; Im Vordergrund die 1957 neu gebaute Elbbrücke (2007)

Nach der Angliederung des Sudetenlandes an Deutschland im Herbst 1938 kam die Strecke zur Deutschen Reichsbahn, Reichsbahndirektion Dresden. Im Reichskursbuch war die Verbindung nun als Kursbuchstrecke 155e Aussig–Aussig-Schreckenstein enthalten. Der Fahrplan von 1944 enthielt insgesamt zehn werktags verkehrende Personenzugpaare. An Sonn- und Feiertagen fuhren keine Reisezüge. Nach dem Zweiten Weltkrieg kam die Strecke dann wieder zu den ČSD.
In den 1950er Jahren wurde die Strecke als Teil der tschechoslowakischen Hauptverkehrsachse Košice–Chomutov zweigleisig ausgebaut und elektrifiziert. Die alte Elbbrücke von 1874 ersetzte man dabei durch ein neues Bauwerk einige Meter flussabwärts. Die neue zweigleisige Trasse ging am 25. März 1957 in Betrieb. Der elektrische Eisenbahnbetrieb wurde am 29. Dezember 1958 aufgenommen.
Am 1. Jänner 1993 ging die Strecke infolge der Dismembration der Tschechoslowakei an die neu gegründeten České dráhy (ČD) über. Seit 2003 gehört sie zum Netz des staatlichen Infrastrukturbetreibers Správa železniční dopravní cesty (SŽDC), heute: Správa železnic.
Seit den 1990er Jahren werden die über die Strecke verkehrenden Reisezüge von und nach Kolín (Schnellzüge) bzw. Lysá nad Labem (Personenzüge) durchgebunden. Im Jahresfahrplan 2011 besteht für beide Linien ein zweistündlicher Taktfahrplan, so dass etwa stündlich ein Zug verkehrt. Die Züge werden heute durch das private Eisenbahnverkehrsunternehmen Regiojet gefahren.
Eine Besonderheit im Reisezugverkehr ist der seit 2010 verkehrende saisonale Ausflugszug der Linie RE20 von Dresden Hbf nach Litoměřice an Wochenenden und Feiertagen.